# Crushcrushcrush
"Crushcrushcrush" je treća pjesma sastava Paramore. Videospot je objevljen 11. listopada 2007. Pjesma je objavljena krajem 2007. i početkom 2008. godine. U Ujedinjenom Kraljevstvu pjesma je objavljena 5. studenog 2007.

## Videospot
Video spot je snimljen u prirodi. U spotu, tri osobe ih špijuniraju s dalekozorima dok Paramore pjevaju. 

## Popis pjesmi
CD
1. "Crushcrushcrush" (album verzija)

7-inčni singl 1
1. "Crushcrushcrush"
2. "Misery Business" (uživo)

7-inčni singl 2
1. "Crushcrushcrush"
2. "For a Pessimist, I'm Pretty Optimistic" (uživo)

## Top liste
| Top liste (2007.)                    | Najviša pozicija |
| ------------------------------------ | ---------------- |
| Finska                               | 4                |
| Novi Zeland                          | 32               |
| SAD Billboard Hot 100                | 54               |
| SAD Billboard Pop 100                | 43               |
| SAD Billboard Hot Modern Rock Tracks | 4                |
| Ujedinjeno Kraljevstvo               | 61               |